# The Magnificent Seven (singel)
The Magnificent Seven – dwunasty singel angielskiego zespołu punk rockowego The Clash, wydany 10 kwietnia 1981 przez firmę CBS.

## Lista utworów
1. „The Magnificent Seven” – 5:33
2. „The Magnificent Dance” – 5:37

## Twórcy
- Joe Strummer – wokal, gitara
- Mick Jones – gitara, wokal
- Topper Headon – perkusja

### Gościnnie
- Norman Watt-Roy – gitara basowa